# Stenogrammitis limula
Stenogrammitis limula là một loài dương xỉ trong họ Polypodiaceae. Loài này được Christ Labiak mô tả khoa học đầu tiên năm 2011.